# Åke B.V. Rydén
Åke Bertil Värner Rydén, född 8 maj 1909 i Malmö, död 11 augusti 1989, var en svensk läkare. Han var son till Värner Rydén.  
Rydén blev medicine licentiat i Stockholm 1938, medicine doktor 1951 på avhandlingen Jämförande undersökning över nativa och syntetiska estrogeners verkningsgrad hos kvinnor, var docent i obstetrik och gynekologi vid Karolinska institutet 1951–53 och biträdande lärare 1952–53. Han innehade olika läkarförordnanden 1939–46, var förste underläkare vid kvinnokliniken på Karolinska sjukhuset 1946–52, biträdande överläkare 1952–53, lasarettsläkare i Karlskrona 1953–59, överläkare vid kvinnokliniken på Borås lasarett 1959–76 och arvodesläkare vid Älvsborgs läns landsting från 1976. Han författade skrifter i kirurgi, fysiologi och gynekologi.
Han var 1948–1967 gift med Ci Lindahl (1912–1974), dotter till civilingenjören Sune Lindahl och författaren Carin Lindskog samt tidigare gift med regissören Torgny Wickman. De fick sonen Mats 1949 och dottern Ann 1950.